# 2-nitropropan dioksigenaza
2-nitropropan dioksigenaza (EC 1.13.11.32, 2-nitropropanska dioksigenaza) je enzim sa sistematskim imenom 2-nitropropan:kiseonik 2-oksidoreduktaza. Ovaj enzim katalizuje sledeću hemijsku reakciju:
2 2-nitropropan + O2 {\displaystyle \rightleftharpoons } 2 aceton + 2 nitrit
Enzim iz plesni Neurospora crassa sadrži nekovalentno vezani FMN kao kofactor, dok enzim iz kvasca Williopsis mrakii sadrži FAD.

## Literatura
- Nicholas C. Price; Lewis Stevens (1999). Fundamentals of Enzymology: The Cell and Molecular Biology of Catalytic Proteins (Third изд.). USA: Oxford University Press. ISBN 019850229X.
- Eric J. Toone (2006). Advances in Enzymology and Related Areas of Molecular Biology, Protein Evolution (Volume 75 изд.). Wiley-Interscience. ISBN 0471205036.
- Branden C; Tooze J. Introduction to Protein Structure. New York, NY: Garland Publishing. ISBN 0-8153-2305-0.
- Irwin H. Segel. Enzyme Kinetics: Behavior and Analysis of Rapid Equilibrium and Steady-State Enzyme Systems (Book 44 изд.). Wiley Classics Library. ISBN 0471303097.

## Spoljašnje veze
- 2-nitropropane+dioxygenase на 